# アルピーノ (駆逐艦)
アルピーノ（Alpino、「山岳兵」の意）はイタリア王立海軍の駆逐艦。

## 艦歴
第二次世界大戦当初、同艦は同型艦のベルサリエーレ、グラナティエーレ、フチリエーレとともに第13駆逐艦部隊を構成していた。
1940年7月7日1235時、同艦は同部隊の僚艦および第7巡洋艦分隊（エウジェニオ・ディ・サヴォイア、デュカ・ダオスタ、アッテンドーロおよびモンテクッコリ）とともにパレルモを出航し、リビアへの輸送船団作戦で支援部隊と活動した後の残りの第2海軍艦隊（重巡洋艦ポーラ、計7隻となる第1、第2および第3巡洋艦分隊および第9、第10、第11および第12駆逐艦部隊）と合流し、7月9日のカラブリア沖海戦に参加したが、第7巡洋艦分隊（および第13駆逐艦部隊）は会戦の後半、すでに戦闘が始まってからイタリア軍の編成に合流したため、戦闘ではわずかな役割しか果たせなかった。
11月27日の正午ごろに戦艦チェザーレ、ヴィットリオ・ヴェネト、第13駆逐艦部隊の僚艦および第12駆逐艦部隊（フレッチア、ダルド、サエッタ）とともにナポリを出航し、決着がつかなかったスパルティヴェント岬沖海戦に参加した。
1941年2月8日、ジェノバに対して攻撃を行うイギリス軍の編隊を迎え撃つため、第13駆逐艦部隊、第10駆逐艦部隊の他の艦（マエストラーレ、グレカーレ、リベッチオ、シロッコ）、戦艦ヴィットリオ・ヴェネト、チェザーレ、ドーリアとともにラ・スペツィアを出港し、翌日、イタリア艦隊は、駆逐艦カラビニエーレとコラッツィエーレとともにメッシーナを出発した第3巡洋艦分隊（重巡洋艦トレント、ポーラ、ボルツァーノ）に合流したが、攻撃を防ぐことも、イギリス艦を発見することもできなかった。
3月27日の朝、第13駆逐艦部隊の僚艦とともに、第10駆逐艦部隊（マエストラーレ、グレーケール、リベッチオ、シロッコ）に代わって戦艦ヴィットリオ・ヴェネトを護衛につき、他のいくつかの部隊 - 第1巡洋艦分隊（ザラ、ポーラ、フィウメ）、第3巡洋艦分隊（トレント、トリエステ、ボルツァーノ）、第8巡洋艦分隊（ガリバルディ、ドゥーカ・デッリ・アブルッツィ））、第9駆逐艦部隊（アルフィエーリ、オリアーニ、ヴィンチェンツォ・ジョベルティ、ジョズエ・カルドゥッチ）、第16駆逐艦部隊（ダ・レッコ、パッサーニョ）、第12駆逐艦部隊（コラツィエーレ、カラビニエーレ、アスカリ - ともに「ガウド」作戦に参加することになっていたが、マタパン岬沖海戦では第1巡洋艦分隊全艦と駆逐艦アルフィエーリおよびカルドゥッチを失うという悲惨な結果に終わった。この戦闘では、第13駆逐艦部隊の艦船が雷撃機による攻撃で損傷したヴィットリオ・ヴェネトを護衛し、自らの対空砲火で防御した。
5月11日、軽巡洋艦バンデ・ネレ、カルドナ、ドゥーカ・デッリ・アブルッツィ、ガリバルディおよび駆逐艦ベルサリエーリ、フチリエーレ、シロッコ、マエストラーレ、ダ・レッコ、パンカルド、ペッサーニョ、ウゾディマーレらとともに、ナポリから出航した駆逐艦ダルド、アヴィエーレ、ジェニエーレ、グレカーレおよびカミチア・ネーラが直接護衛する商船プロイセン、ヴァハトフェルス、エルネスト、テンビエン、ジュリアよびコル・ディ・ラーナからなる船団の間接護衛部隊の一部となり、船団は14日にトリポリに到着した。
5月19日から21日にかけて、巡洋艦ドゥーカ・デッリ・アブルッツィ、ガリバルディおよび駆逐艦グラナティエーレ、ベルサリエーレとともに、トリポリへの護送船団（商船プロイセン、スパルタ、カポ・オルソ、カステルヴェルデ、モーティア、油槽船パヌーコ、スペルガ、駆逐艦エウロ、フォルゴーレ、フルミーネ、ストラーレ、トゥルビネ）の間接護衛任務を務め、何度かの水中攻撃があり、アルピーノ自体が北緯35度42分、東経12度24分で英潜水艦アージによる攻撃目標になったが攻撃を回避し、船団は損失無しに目的地に到着した。
6月3日、グラナティエーレ、フチリエーレ、ベルサリエーレおよび巡洋艦ドゥーカ・デッリ・アブルッツィ、ガリバルディとともに「アキタニア」船団（駆逐艦ダルド、アヴィエーレ、ジェニエーレ、カミチア・ネーラおよび水雷艇ミッソーリに護衛されてナポリからトリポリを目指す商船アキタニア、カッファロ、ニルヴォ、モンテッロ、ベアトリーチェ・コスタおよび油槽船ポツァリカ）の間接護衛の一部としてしてパレルモを出航し、6月4日にケルケナ諸島の沖合約30kmで航空攻撃を受けてモンテッロが被弾して誰も脱出できないうちに爆発し、ドラム缶に入れたガソリンを積載していたベアトリーチェ・コスタも被弾して火災が発生し、カミチア・ネーラが救助しようとしたが間に合わなかったため、カミチア・ネーラによって沈没させられた。
7月14日には、駆逐艦マロチェッロ、フチリエーレおよび水雷艇オルザ、プロシオーネ、ペガーゾとともに、貨物船リアルト、アンドレア・グリッティ、セバスティアーノ・ヴェニエール、バルバリーゴ、アンカラをトリポリからナポリへと護送したが、北緯36度27分、東経11度54分の海域で英潜水艦P33がバルバリーゴを魚雷で沈めたのちに護衛艦の反撃で深刻な被害を与え、残りの輸送船団は16日にナポリに到着した。
7月21日に、駆逐艦フォルゴーレ、エウロ、サエッタ、フルミネに護衛される蒸気船マッダレーナ・オデロ、ニコロ・オデロ、カッファロ、プロイセンからなる船団の護衛に加わり、その後パレルモおよびトリポリから出航した油槽船ブラレナおよび水雷艇パラーデが合流してトリポリに向かったが、船団は22日に380飛行隊のソードフィッシュ雷撃機に攻撃されプロイセンとブラレナが沈められた。
7月30日から8月1日の間、一時的に第12駆逐艦部隊（ランチエーレ、カラビニエーレ、コラッツィエーレ）に組み込まれ、巡洋艦ポーラ、ザラ、フィウメ、ゴリツィア、トレント、ダ・バルビアーノ、アルベルト・ディ・ジュッサーノ、エウジェニオ・ディ・サヴォイア、ドゥーカ・デッリ・アブルッツィ、アッテンドーロ、モンテクッコリと第9、第13および第15駆逐艦部隊とともに、商船10隻、駆逐艦4隻、水雷艇12艇からなる船団の間接護衛を行った。
10月8日2220時、リビアへ向かう油槽船プロセルピーナおよび貨物船ジュリア、バインジッツア、ニルヴォ、ゼーナ、カサレジスからなる「ジュリア」船団を、グラナティエーレ、フチリエーレ、ベルサリエーレとともに護衛するためにナポリを出航したが（その後、トラパーニから出航した旧式の水雷艇カスチーノが合流した）、故障に見舞われたバインジッツァとニルヴォはトラパーニで修理する必要があり、10月12日2225時にイギリス軍830飛行隊の雷撃機が船団を攻撃してゼーナとカサレジスが沈められた（それぞれ北緯34度52分、東経12度22分と北緯34度10分、東経12度38分）。「ジュリア」船団はウルトラ組織によって行われた暗号解読の犠牲になった最初の船団だった。
1941年11月8日の朝、アルピーノは駆逐艦マエストラーレ、グレカーレ、リベッチオ、フルミーネ、エウロおよびアルフレード・オリアーニに護衛されてトリポリに向かう貨物船デュースブルク、サンマルコ、サジッタ、マリア、リナ・コラード、コンテ・ディ・ムスラタ、ミナティトランからなる「デュースブルク」船団（合計34,473トンの補給物資、車両389両、兵員243名）を間接護衛するために第3巡洋艦分隊（トレントおよびトリエステ）および駆逐艦グラナティエーレ、フチリエーレ、ベルサリエーレとともにメッシーナを出航した。翌日の夜、この船団はイギリスのK部隊（軽巡洋艦オーロラ、ペネロピ、駆逐艦ランス、ライブリー）の攻撃を受けて破壊され、すべての貨物船とフルミーネが沈没、グレケールは重大な損傷を負った。アルピーノは戦闘には参加せず、最後にはマエストラーレ、オリアーニ、エウロ、ベルサグリーエ、フチリエーレとともに704名の生存者の救出に加わっただけだった。
1941年11月21日、リビアへの2つの船団を間接護衛するために軽巡洋艦ガリバルディ、任務中に雷撃機の攻撃で深刻な損傷を追うことになるおよびデューカ・デッリ・アブルッツィおよび駆逐艦ヴィヴァルディ、ダ・ノーリ、グラナティエーレ、フチリエール、コラッツィエーレ、カラビニエーレ、水雷艇ペルセオと共にメッシーナから出航した。
12月13日1740時にM41作戦（リビアへの商船6隻と駆逐艦5隻および水雷艇からなる3つの船団）を間接護衛するために戦艦リットリオ、ヴィットリオ・ヴェネト、同じ部隊の駆逐艦3隻および水雷艇チェンタウロ、クリオとともにターラントを出航したが（護衛艦隊は後で駆逐艦ヴィヴァルディ、マルチェッロ、ダ・レッコ・ダ・ノーリ、ゼーノによって補強された）、潜水艦からの攻撃を受けて貨物船2隻（ファビオ・フィルツィとカルロ・デル・グレコ）が沈没し、戦艦ヴィットリ・ヴェネトも深刻な損傷を受ける壊滅的な打撃を被った。
12月16日、リビアへの輸送作戦M42（駆逐艦サエッタ、ダ・レッコ、ヴィヴァルディ、ダ・ノーリ、マロチェッロ、ペッサーニョ、ゼーノに護衛された商船モンジネヴロ、ナポリ、アンカラ、ヴェットール・ピサニからなるターラントを出航し、アンカラとサエッタがベンガジを目指し、残りがトリポリを目指した2つの船団）の支援戦力として戦艦アンドレア・ドーリア、ジュリオ・チェザーレ、リットリオ、重巡洋艦トレント、ゴリツィアおよび駆逐艦グラナティエーレ、マエストラーレ、フチリエーレ、ベルサリエーレ、コラツィエーレ、カラビニエーレ、オリアーニ、ジョベルティ、ウゾディマーレとともに出航し、船団は18日に無傷で目的地に到着したが、支援部隊は第1次シルテ湾海戦と呼ばれることになるイギリス軍艦隊との決着のつかない戦闘に参加したが、アルピーノは特に戦功をあげることはなかった。
1942年1月3日1850時にM43作戦（合計で商船6隻、駆逐艦6隻および水雷艇5隻からなるリビアへの3つの船団）を間接護衛するために駆逐艦カラビニエーレ、ジェニエーレ、アスカリ、ピガフェッタ、アヴィエーレ、ダ・ノーリ、カミチア・ネーラ、重巡洋艦トレント、ゴリツィアおよび戦艦リットリオ、チェザーレ、ドーリアとともにトーラントから出航し、全ての商船は1月5日に目的地に到着し、同日17時にアルピーノを含む「リットリオ」グループはターラントへ帰還した。
1月22日、巡洋艦アッテンドーロ、デューカ・デッリ・アブルッツィ、モンテクックリおよび駆逐艦ベルサリーエ、カラビニエーレ、フチリエーレとともにT.18作戦（駆逐艦ヴィヴァルディ、マルチェッロ、ダ・ノーリ、アヴィエーレ、ジェニエーレ、カミチア・ネーラおよび水雷艇オルサ、カストーレに護衛され、15,000トンの物資、戦車97両、車両271両、人員1,467名を積載したトーラントから出航した兵員輸送船ヴィクトーリアとメッシーナから出航した貨物船ラヴェッロ、モンヴィーゾ、モンジネヴロ、ヴェットール・ピサニで編成された船団）の近接支援戦力の一部となり、船団は24日にトリポリに到着したが、ヴィクトリアは雷撃機2機の攻撃で沈没した。
1942年2月21日1830時にK.7作戦の一部としてコルフおよびメッシーナからトリポリへの2つの船団（商船モンジネヴロ、ラヴェッロ、ウニオーネ、ジョルダーニ、レリーチ、モンヴィーゾ、駆逐艦ヴィヴァルディ、マルチェッロ、プレミューダ、ストラーレ、ピガフェッタ、ペッサーニョ、ゼーノ、シロッコ、マエストラーレ、水雷艇シルチェ、パラーデ）を間接護衛するために巡洋艦ゴリツィア、トレント、バンデ・ネーレ、駆逐艦オリアーニおよびダ・ノーリとともにメッシーナから出航した。
1942年3月22日午前1時、残りの第13駆逐艦部隊（ベルサリエーレ、フチリエーレおよび一時的に編入されていた駆逐艦ランチエーレ）、巡洋艦トレント、ゴリツィア、バンデ・ネーレとともにメッシーナを出航した。その後、他のイタリア艦隊と合流して第2次シルテ湾海戦に参加したが、アルピーノは大きな役割を果たさなかった。しかし、イタリア艦隊は帰投中に激しい嵐に見舞われ、ランチエーレが故障して20時30分には編隊から遅れはじめ、2315時には減速して岬を越えなければならなかった。アルピーノが救助に送られたが、夜と悪天候の中でランチエーレを発見できなかった（ランチエーレは翌日10時7分に沈没し、15名しか生存できなかった）。
1942年中に照明弾発射砲を撤去し、4挺の20mm機関銃と探信儀を搭載する作業が行われた。
同年7月2日から同型艦のベルサリーエ、コラッツィエーレ、ミトラリエーレおよび軽巡洋艦ガリバルディ、デュカ・ダオスタ、ドゥーカ・デッリ・アブルッツィ（第8巡洋艦分隊）とともにナヴァリノに4ヶ月駐留した。この部隊は地中海中央東部を航行する輸送船団が中東にあるイギリス軍基地からの艦艇による攻撃を受けた際に介入するためのものだったが、その必要は発生しなかった。
1942年10月17日に駆逐艦アヴィエーレ、ジェニエーレ、カミチア・ネーラおよび水雷艇オルサとアレトゥーサに護衛された内燃機船アンカラおよびモンジネヴロからなる船団の護衛を強化するために派遣された。航海の終わりに向けて船団をが分割され、他の船がベンガジに向かう間にアルピーノ、アンカラ、オルサ、アレトゥーサはトブルクに到着した。
1943年4月18日と19日間の夜、アルピノがラ・スペツィア港に係留されている間に、英国空軍爆撃機司令部の170機による壊滅的な絨毯爆撃を受けた。19日の午前1時頃、アルピーノは多数の焼夷弾の直撃を受けて随所で出火し、同艦の燃料タンクから火のついた燃料が漏れ出して艦体全体に広がった。最終的に、弾薬庫に通常の爆弾が命中してアルピーノは爆発し（目撃者は「船がめくれ上がるように開いた」と述べている）、艦尾を失ったアルピーノは0235時にに浅瀬で着底し、44人の兵士が死亡した。煙突と艦首上部構造の上端だけが水面から出ていた。
戦死者を偲んで、アソシアツィオーネ・ナツィオナーレ・アルピーニが小さなモニュメントを建立した。

### 艦長
- ドメニコ・エルミリオ中佐（1898年1月20日、ジェノヴァ生まれ）（1939年4月20日 - 1940年）
- ジュゼッペ・マリーニ・ディ・ブクサルカ（イタリア語版）中佐（1899年4月28日、トラパーニ生まれ）（1940年6月10日 - 1941年3月31日）
- アゴスティーノ・カロージ中佐（1902年12月26日、フィレンツェ生まれ）（1941年4月1日 - 1942年1月1日）
- フェランテ・カッポーニ中佐（1898年8月11日、フィレンツェ生まれ）（1942年1月2日 - 10月2日）
- カンディード・ビリアルディ中佐（1902年1月14日、ポヴィーリオ生まれ）（1942年10月3日 - 1943年4月19日）